# Trasa W-Z (Lublin)
Trasa W-Z (Trasa Wschód-Zachód) – korytarz komunikacyjny w Lublinie, przecinający miasto z zachodu na wschód.

## Przebieg
Trasa została wybudowana w dolinie Czechówki. Na zachodzie, od granic miasta zaczyna się od wlotu al. Solidarności  w strefę doliny Czechówki w rejonie wiaduktu al. Warszawskiej. Dalej wiedzie ulicami al. Solidarności, al. Tysiąclecia oraz al. Witosa. Kończy się na wschodniej granicy Lublina, przy skrzyżowaniu al. Witosa z Drogą Męczenników Majdanka. Arteria przebiega przez dzielnice miasta: Śródmieście, Kalinowszczyzna, Tatary, Bronowice, Felin oraz stanowi granicę między dzielnicami: Sławin, Sławinek, Czechów Południowy, Wieniawa, Stare Miasto.

## Historia
Odcinki trasy w zachodniej części Lublina, w dolinie Czechówki, wybudowano w pierwszych latach po II wojnie światowej. Trasa W-Z była uwzględniona w „Programie Planu Zagospodarowania Miasta” z 1948 oraz w ogólnym planie zagospodarowania przestrzennego z 1954. W OPZP z 1959 zaprojektowano ją (obok trasy N-S) jako trasę szybkiego ruchu łączącą dzielnice Lublina.
W latach 70. przebudowano trasę na dwujezdniową, od skrzyżowania z al. Warszawską do skrzyżowania z ul. Lubartowską, co utworzyło nowy wlot do miasta od strony Warszawy, odciążając od tranzytu Aleje Racławickie i Krakowskie Przedmieście. Nową trasę nazwano aleją Tysiąclecia. Obecnie ta część trasy ma nazwę al. Solidarności.
Na przełomie lat 70. i lat 80. przedłużono trasę aż do al. Ilii Bazanowa (obecnie ul. Mełgiewska) we wschodniej części miasta, budując przy tym rondo „Pod zamkiem”. Przez lata 80. budowano dalszą wschodnią część trasy, tj. al. Tysiąclecia i al. Witosa. W ciągu tego odcinka wybudowano kilka węzłów drogowych oraz tunel pod magistralą kolejową w ciągu linii kolejowych nr 7 i 67. Trasę włączono do istniejącej drogi krajowej nr 17 na wschodniej granicy miasta, na skrzyżowaniu z Drogi Męczenników Majdanka. Tę część oddano do użytku w 1989. Odciążyło to tranzyt ze ścisłego centrum oraz z Drogi Męczenników Majdanka. W tym samym roku w zachodniej części trasy rozpoczęto budowę węzła „Poniatowskiego”, który miał łączyć trasę W-Z z ulicą łączącą Czechów z Wieniawą i południowymi dzielnicami Lublina (obecnie al. M. Smorawińskiego i ul. J. Poniatowskiego). Węzeł w kolejnych latach sukcesywnie rozbudowywano, ostatnią łącznicę oddano do użytku w 2008 roku.
Na początku XXI wieku arterię na odcinku od skrzyżowania z al. Sikorskiego do Ronda im. Kuklińskiego przebudowano, kładąc nową nawierzchnię i poszerzając drogę do czterech pasów ruchu w każdym kierunku. W 2006 roku wybudowano kolejny węzeł z ul. Grafa. Ułatwiło to wjazd z trasy W-Z od strony Chełma/Zamościa i wjazd na drogę krajową nr 82.
We wrześniu 2014 otwarto przedłużony w kierunku zachodnim odcinek trasy W-Z do węzła „Lublin Sławinek” na obwodnicy Lublina.

## Infrastruktura
Arteria ma długość 11,6 km. Trasa na całej swej długości jest dwujezdniowa i posiada od 2 do 4 pasów w każdą stronę. Do 2014 r. w ciągu trasy W-Z biegły drogi krajowe nr 17, 12, a na 900-metrowym odcinku od al. Sikorskiego do Węzła Poniatowskiego także 19. Przez całą długość trasy W-Z przebiegała również droga międzynarodowa nr E372 (wraz z DK 17), a na rondzie z al. Unii Lubelskiej (Rondo im. Romana Dmowskiego) miała swój początek międzynarodowa trasa nr E373. Obecnie odcinek zachodni jest fragmentem drogi krajowej nr 82.

## Komunikacja
Początkowo zakładano, że trasa W-Z jako droga szybkiego ruchu będzie arterią tranzytową. Funkcję tę spełniała z powodzeniem w okresie, gdy ruch kołowy był niewielki. Gdy wzrósł, drgania i zanieczyszczenia zaczęły zagrażać Staremu Miastu, a w szczególności zabytkom na Wzgórzu Zamkowym.